# لیلیاس آرمسترانگ
لیلیاس آرمسترانگ (۲۹ سپتامبر ۱۸۸۲ – ۹ دسامبر ۱۹۳۷) آواشناس اهل بریتانیا بود. او در دانشگاه کالج لندن کار کرد و در آنجا به رتبه متن خوان دست یافت. آرمسترانگ بیشتر به خاطر کارش در مورد آهنگ انگلیسی و همچنین آواشناسی و نواخت زبان سومالیایی و زبان کیکویو شناخته شده‌است. کتاب او در مورد لحن انگلیسی، که با آیدا سی وارد نوشته شده بود، به مدت ۵۰ سال در دست چاپ بود. آرمسترانگ همچنین برخی از اولین توصیفات دقیق لحن را در زبان‌های سومالی و کیکویو ارائه کرد.
آرمسترانگ در شمال انگلستان بزرگ شد. او از دانشگاه لیدز فارغ‌التحصیل شد و در آنجا فرانسه و لاتین خواند. او مدتی در یک مدرسه ابتدایی در حومه لندن به تدریس زبان فرانسه پرداخت، اما سپس به گروه آواشناسی کالج دانشگاهی به ریاست دانیل جونز زبان‌شناس بریتانیایی پیوست. برجسته‌ترین آثار او کتاب A Handbook of English Intonation در سال ۱۹۲۶ نوشته شد.
او برای بیش از یک دهه سردبیر مجله انجمن آواشناسی بین‌المللی بود. در زمان خود به خاطر تدریسش، هم در دوره تحصیلی و هم در دوره‌های تعطیلات تابستانی دپارتمان مورد ستایش قرار گرفت. جونز در آگهی ترحیم خود از او نوشت که او «یکی از بهترین آواشناسان جهان» است.  آرمسترانگ در سال ۱۹۳۷ در سن ۵۵ سالگی به دلیل سکته مغزی درگذشت.

## زندگی
لیلیاس ایولین آرمسترانگ در ۲۹ سپتامبر ۱۸۸۲ در پندلبری، لنکاوی زاده شد. پدرش جیمز ویلیام آرمسترانگ، سرپرست کلیسای متدیست آزاد، و مادرش مری الیزابت آرمسترانگ، خواهرزاده هانتر بودند.  آرمسترانگ در دانشگاه لیدز فرانسه و لاتین خواند و در آنجا کارهای تحقیقاتیش را شروع کرد.  او مدرک کارشناسی خود را در سال ۱۹۰۶ دریافت کرد، و همچنین به عنوان آموزگار آموزش دید. 
پس از فارغ‌التحصیلی از لیدز، آرمسترانگ چندین سال در ایست هام شهری در در منطقه نیوهام لندن زبان فرانسه تدریس کرد. او در این مسیر، کار موفقیت‌آمیزی داشت و تا زمانی که این شغل را در سال ۱۹۱۸ ترک کرد، در راه تبدیل شدن به مدیر بود هنگامی که او دستیار ارشد معشوقه‌اش بود، شروع به مطالعه فونتیک در عصرها به صورت پاره وقت در گروه آواشناسی کالج دانشگاهی کرد تا آموزش تلفظ فرانسوی خود را بهبود بخشد. در سال ۱۹۱۷، آرمسترانگ دیپلمش با درجه ممتاز را در آواشناسی فرانسوی دریافت کرد. او در سال بعد دیپلم با درجه ممتاز در فونتیک انگلیسی را گرفت. 

## حرفه
آرمسترانگ برای اولین بار در سال ۱۹۱۷ در دوره تابستانی دانیل جونز برای مبلغان فونتیک تدریس کرد. حتی قبل از آن، جونز قصد داشت به آرمسترانگ یک موقعیت تمام وقت در بخش آوایی کالج دانشگاهی بدهد.  زمانی که شورای شهرستان لندن در ماه اکتبر علیه افزایش بودجه برای این بخش تصمیم گرفت، این برنامه‌ها به‌طور موقت متوقف شدند، اما در نوامبر ۱۹۱۷، جونز آرمسترانگ را برای دریافت یک سخنرانی موقت و پاره وقت، که او در فوریه ۱۹۱۸ آغاز کرد، نامزد کرد.  او سرانجام توانست در آغاز سال تحصیلی ۱۹۱۸–۱۹۱۹ به‌طور تمام وقت کار کند،  اولین دستیار تمام وقت بخش آواشناسی بود.  آرمسترانگ در سال ۱۹۲۰ مربی،  مدرس ارشد در سال ۱۹۲۱، و خواننده در سال ۱۹۳۷ شد.
ارتقاء شغلی او در تایمز و Universities Review اعلام شد. آرمسترانگ گهگاه در دانشکده مطالعات شرقی و آفریقایی نیز تدریس می‌کرد. زمانی که جونز مجبور شد در نه ماه اول سال ۱۹۲۰ مرخصی بگیرد، آرمسترانگ به جای او سرپرست بخش شد.  در این مدت، او با دانشجویان مصاحبه و در بخش پذیرش می‌کرد. از دیگر سمت‌هایی که او در کالج دانشگاه داشت، ریاست کمیته غذاخوری و دبیر اتاق مشترک کارکنان زنان بود.  آرمسترانگ عضو انجمن آواشناسی بین‌المللی، انجمن زبان مدرن، و کنگره بین‌المللی علوم آوایی بود.

### تدریس
آرمسترانگ کلاس‌هایی را در مورد آواشناسی زبان‌های فرانسوی، انگلیسی، سوئدی، و روسی و در کنار دانیل جونز، کلاسی در مورد گفتاردرمانی با عنوان «سخنرانی-نمایش روش‌های تصحیح عیوب گفتار» تدریس کرد. آرمسترانگ همچنین تمرینات تقویت شنوایی را رهبری می‌کرد،  که بخش مهمی از تدریس در گروه آواشناسی دانشگاه بود.